# Tomarctus
Tomarctus är ett numera utdött djur som fanns i Nordamerika för cirka 10 miljoner år sedan. Tomarctus liknade en hund och kan eventuellt vara ursprunget till alla numera levande hunddjur.
Den hade specialiserade huggtänder och förmåga att förfölja och fälla bytesdjur.